# Бийу, Франсуа
Франсуа Бийу (фр. François Billoux, 21 мая 1903[…], Saint-Romain-la-Motte — 14 января 1978[…], Ментона) — французский политический деятель.

## Биография
Родился в Сен-Ромен-ла-Мот (департамент Луара), по профессии рабочий. С 1920 член Французской коммунистической партии (ФКП), с 1926 — член ЦК ФКП. В 1928—1930 генеральный секретарь ЦК комсомола Франции, с 1937 года — член Политбюро ФКП. В 1936 году был избран в Палату депутатов французского парламента (одержал победу над «хозяином Марселя» Симоном Сабиани при поддержке профсоюзного деятеля-социалиста Пьера Ферри-Пизани). 
В 1939 арестован и в 1940 году по процессу 44 депутатов-коммунистов осуждён на 5 лет каторжных работ, которые отбывал в Северной Африке. Освобождён из заключения в феврале 1943 года, в 1944 году входил во Французский комитет национального освобождения, затем — в Консультативную ассамблею. В 1945—1946 годах — депутат Учредительного собрания, в 1946—1978 годах — Национального собрания Франции. Был членом французской делегации на Сан-Францисской конференции 1945. В 1944—1947 годах входил в состав кабинетов:
- в правительстве Ш. де Голля — министр здравоохранения;
- в правительстве Ф.Гуэна — министр экономики;
- в правительстве Ж.Бидо — министр реконструкции и благоустройства городов;
- в правительстве П.Рамадье — министр национальной обороны.

4 мая 1947 года вместе с другими министрами-коммунистами под давлением оппозиции выведен из состава правительства.
В 1950—1954 годах — исполняющий обязанности председателя парламентской группы ФКП, в 1953—1956 годах — член Секретариата ЦК ФКП. В 1955 году стал политическим директором еженедельника ЦК ФКП «Франснувель» («France Nouvelle»).

## Публикации
- Когда мы были министрами. От неучастия в 1936 году к участию в 1944 году. Итоги деятельности министров-коммунистов. Как и с кем работали министры-коммунисты. М., Прогресс, 1974.